# Beania distans
Beania distans är en mossdjursart som först beskrevs av Walter Douglas Hincks 1881.  Beania distans ingår i släktet Beania och familjen Beaniidae. Inga underarter finns listade i Catalogue of Life.